# Оямаа, Пееду Артурович
Пее́ду Арту́рович Оя́маа (эст. Peedu Ojamaa; 27 мая 1933, Таллин, Эстония — 1 апреля 2014, Таллин, Эстония) — советский и эстонский кинорежиссёр и спортсмен. Пионер кино- и телерекламы в СССР.

## Биография
Родился и вырос в Таллине. Во время учёбы школе преуспел в настольном теннисе и хоккее.
В 1952—1956 годах изучал технологии гражданского строительства в Таллинском политехническои университете, где также играл за хоккейную команду.
Выступал в качестве судьи в различных видах спорта.
В 1956—1957 годах работал спортивным корреспондентом газеты Õhtuleht, а затем создателем документальных фильмов на киностудии «Таллинфильм».
В 1967 году основал бюро-студию «Эстонский рекламфильм»", где являлся главным редактором. Оямаа был убеждён, что «единственное, что помешало Советской Эстонии добиться полного счастья, — это отсутствие рекламы». Эта организация стала первой в СССР киностудией, занимавшейся в условиях плановой экономики изготовлением теле- и кинорекламы, и располагала офисами в Таллинне, Риге, Ленинграде и Москве. В частности изготавливалась реклама для продвижения на международный рынок автомобилей Lada. Наряду с рекламой студия снимала развлекательные передачи для телевидения, как конкурсы песен.. После распада СССР в 1994 году студия разорилась, а Оямаа был вынужден продать свою дачу, чтобы расплатиться долгами.
Член Союза кинематографистов Эстонской ССР.
Являлся членом инициативной группы для подготовки заявки на проведение Олимпийских игр 1974 года в Таллинне и членом организационного комитета по проведению олимпийских соревнований по парусному спорту.
В начале 1980-х Оямаа пытался добиться проведения в Таллине соревнований этапа Формула-1, но проект провалился из-за смерти Л. И. Брежнева.
В 1983—1989 годах — председатель президиума Теннисного союза, а в 1989—1991 годах — член правления Теннисной ассоциации.
В 1993 году выступил в качестве учредителя Фонда Эстонии и в 2001 году Мемориального фонда Яана Поски.
Был управляющим директором Эстонского олимпийского фонда и в 1989—1994 годах членом Эстонского олимпийского комитета.

## Награды
- Орден «Знак Почёта» (1980) «за большую работу по подготовке и проведению Игр XXII Олимпиады»[3]

## Сочинения
- Оямаа П. А. Торговая реклама в кино и на телевидении. — М.: Экономика, 1975. — 71 с. — 23 000 экз.

## Интервью
- Тысяча фильмов «ЭРФ» [Бес. с дир. бюро-студии «Эст. рекламафильм» П. Оямаа]. Записал И. Рейди // Правда, 25.12.1973. С. 6.
- Spordile tuleb raha teha, mitte kerjata: [Vestlus «Eesti Reklaamfilmi» peadir / P. Ojamaaga / Ü1es kirjut E. Hallik] // Spordileht[эст.]. — 1989. — 5. juuli. — Lk. 3—4.
- Räägime inimestega eesti kee1es, Efektitsemise ja eputamiseta : |Te1ekana1i BFD tööst : Vest1us AS B1-D peadir. P. Ojamaa ja režissööri J. Ta11innaga / Ü1es kirjut. V. Leivak| // Õhtuleht. — 1993. — 14. okt. — i. k. 5